# Maelestes
Maelestes gobiensis es una especie extinta de mamífero similar a las musarañas descubierto en el año 1997 en el desierto de Gobi. Vivió a finales del Cretácico, hace unos 71-75 millones de años, al mismo tiempo que dinosaurios como el Velociraptor o Oviraptor. El descubrimiento y el análisis de esta especie sugiere que los euterios auténticos aparecieron en torno a la época de extinción de los dinosaurios, hace 65 millones de años, y no en el Cretácico como se pensaba anteriormente.